# دوریس وودز
دوریس وودز (انگلیسی: Doris Woods; ۱ اوت ۱۹۰۲ – ۱۳ سپتامبر ۱۹۵۶) ژیمناست هنری زن اهل بریتانیا بود.